# Mundial de Clubes FIFA de 2025 – Grupo B
O grupo B do Mundial de Clubes FIFA de 2025 ocorreu entre 15 a 23 de junho de 2025. O grupo foi formado por Paris Saint-Germain, Botafogo, Atlético de Madrid e Seattle Sounders, com as duas primeiras equipes avançando para as oitavas de final, respectivamente.

## Equipes
| Inscrição | Equipe             | Confederação | Método de qualificação                           | Data de qualificação   |                      |                     |      |                                 |                        |
| --------- | ------------------ | ------------ | ------------------------------------------------ | ---------------------- | -------------------- | ------------------- | ---- | ------------------------------- | ---------------------- |
| Inscrição | Equipe             | Confederação | Método de qualificação                           | Data de qualificação   | A1 (cabeça-de-chave) | Paris Saint-Germain | UEFA | Classificação de 4 anos da UEFA | 17 de dezembro de 2023 |
| A2        | Atlético de Madrid | UEFA         | Classificação de 4 anos da UEFA                  | 16 de abril de 2024    |                      |                     |      |                                 |                        |
| A3        | Botafogo           | CONMEBOL     | Campeão da Copa Libertadores da América de 2024  | 30 de novembro de 2024 |                      |                     |      |                                 |                        |
| A4        | Seattle Sounders   | CONCACAF     | Campeão da Liga dos Campeões da CONCACAF de 2022 | 14 de março de 2023    |                      |                     |      |                                 |                        |

## Encontros anteriores
- Paris Saint-Germain x Atlético de Madrid:
  - 2009, Taça Emirados, Paris Saint-Germain 1–1 Atlético de Madrid
  - 2018, International Champions Cup de 2018, Paris Saint-Germain 3–2 Atlético de Madrid
  - 2024, fase de grupos da Liga dos Campeões da UEFA de 2024–25, Paris Saint-Germain 1–2 Atlético de Madrid
- Botafogo x Seattle Sounders: nenhum
- Paris Saint-Germain x Botafogo:
  - 1984, amistoso, Paris Saint-Germain 1–3 Botafogo
- Seattle Sounders x Atlético de Madrid: nenhum
- Seattle Sounders x Paris Saint-Germain: nenhum
- Atlético de Madrid x Botafogo:
  - 1955, amistoso, Atlético de Madrid 3–3 Botafogo
  - 1959, amistoso, Atlético de Madrid 4–6 Botafogo
  - 1985, amistoso, Atlético de Madrid 4–2 Botafogo

## Classificação
| Pos | Equipe              | Pts | J | V | E | D | GP | GC | SG | Classificação ou descenso |
| --- | ------------------- | --- | - | - | - | - | -- | -- | -- | ------------------------- |
| 1   | Paris Saint-Germain | 6   | 3 | 2 | 0 | 1 | 6  | 1  | +5 | Oitavas de final          |
| 2   | Botafogo            | 6   | 3 | 2 | 0 | 1 | 3  | 2  | +1 | Oitavas de final          |
| 3   | Atlético de Madrid  | 6   | 3 | 2 | 0 | 1 | 4  | 5  | −1 |                           |
| 4   | Seattle Sounders    | 0   | 3 | 0 | 0 | 3 | 2  | 7  | −5 |                           |

1. 1 2 3  Empatados em pontos no confronto direto (3). Saldo de gols no confronto direto: Paris Saint-Germain +3, Botafogo 0, Atlético de Madrid –3.

## Partidas
Todas as partidas seguem o fuso horário UTC−7.

### Paris Saint-Germain x Atlético de Madrid
| 15 de junho   | Paris Saint-Germain                                                    | 4 – 0            | Atlético de Madrid | Rose Bowl, Pasadena                        |
| 12:00 (UTC−7) | Fabián Ruiz 19' · Vitinha 45+1' · Mayulu 87' · Lee Kang-in 90+7' (pen) | Relatório (FIFA) |                    | Público: 80 619 Árbitro: ROU István Kovács |

| Paris Saint-Germain | Atlético de Madrid |

| G              | 1  | Gianluigi Donnarumma  |     |     |
| LD             | 2  | Achraf Hakimi         |     |     |
| Z              | 5  | Marquinhos            | 61' |     |
| Z              | 51 | Willian Pacho         |     |     |
| LE             | 25 | Nuno Mendes           |     | 79' |
| M              | 17 | Vitinha               |     |     |
| M              | 87 | João Neves            |     |     |
| M              | 8  | Fabián Ruiz           | 28' | 72' |
| A              | 14 | Désiré Doué           |     | 80' |
| A              | 9  | Gonçalo Ramos         |     | 66' |
| A              | 7  | Khvicha Kvaratskhelia |     | 72' |
| Substituições: |    |                       |     |     |
| M              | 24 | Senny Mayulu          |     | 66' |
| M              | 19 | Lee Kang-in           |     | 72' |
| M              | 33 | Warren Zaïre-Emery    |     | 72' |
| Z              | 21 | Lucas Hernández       |     | 79' |
| A              | 49 | Ibrahim Mbaye         |     | 80' |
| Treinador:     |    |                       |     |     |
| Luis Enrique   |    |                       |     |     |

| G              | 13 | Jan Oblak         |          |     |
| LD             | 14 | Marcos Llorente   |          |     |
| Z              | 24 | Robin Le Normand  | 25'      |     |
| Z              | 15 | Clément Lenglet   | 20', 78' |     |
| LE             | 21 | Javi Galán        |          | 62' |
| M              | 22 | Giuliano Simeone  |          | 62' |
| M              | 5  | Rodrigo de Paul   |          | 62' |
| M              | 8  | Pablo Barrios     |          | 70' |
| M              | 12 | Samuel Lino       |          | 46' |
| A              | 7  | Antoine Griezmann |          |     |
| A              | 19 | Julián Alvarez    |          |     |
| Substituições: |    |                   |          |     |
| M              | 6  | Koke              | 48'      | 46' |
| A              | 10 | Ángel Correa      | 63'      | 62' |
| M              | 4  | Conor Gallagher   |          | 62' |
| Z              | 23 | Reinildo Mandava  | 64'      | 62' |
| A              | 9  | Alexander Sørloth |          | 70' |
| Treinador:     |    |                   |          |     |
| Diego Simeone  |    |                   |          |     |

| Homem do Jogo: Vitinha Bandeirinhas: Mihai Marius Marica Ferencz Tunyogi Quarto árbitro: Gustavo Tejera Árbitro assistente de vídeo: Bastian Dankert Árbitros assistentes de árbitro de vídeo: Ivan Bebek Rob Dieperink |

### Botafogo x Seattle Sounders
| 15 de junho   | Botafogo                        | 2 – 1            | Seattle Sounders | Lumen Field, Seattle                      |
| 19:00 (UTC−7) | Jair Cunha 28' · Igor Jesus 44' | Relatório (FIFA) | Roldan 75'       | Público: 30 151 Árbitro: SWE Glenn Nyberg |

| Botafogo | Seattle Sounders |

| G              | 12 | John               |     |     |
| LD             | 2  | Vitinho            |     |     |
| Z              | 32 | Jair Cunha         |     |     |
| Z              | 20 | Alexander Barboza  | 61' |     |
| LE             | 13 | Alex Telles        |     | 69' |
| M              | 7  | Artur              |     |     |
| M              | 26 | Gregore            |     |     |
| M              | 17 | Marlon Freitas     |     | 85' |
| M              | 10 | Jefferson Savarino |     | 69' |
| A              | 39 | Gonzalo Mastriani  |     | 46' |
| A              | 99 | Igor Jesus         |     | 85' |
| Substituições: |    |                    |     |     |
| A              | 30 | Joaquín Correa     | 64' | 46' |
| A              | 98 | Arthur Cabral      |     | 69' |
| LE             | 66 | Cuiabano           |     | 69' |
| M              | 5  | Danilo Barbosa     |     | 85' |
| M              | 23 | Santiago Rodríguez |     | 85' |
| Treinador:     |    |                    |     |     |
| Renato Paiva   |    |                    |     |     |

| G               | 24 | Stefan Frei        |     |     |
| LD              | 16 | Alex Roldán        |     |     |
| Z               | 20 | Kim Kee-hee        |     | 46' |
| Z               | 25 | Jackson Ragen      | 87' |     |
| LE              | 5  | Nouhou Tolo        | 26' | 46' |
| M               | 18 | Obed Vargas        |     |     |
| M               | 7  | Cristian Roldan    |     |     |
| A               | 9  | Jesús Ferreira     |     | 71' |
| A               | 11 | Albert Rusnák      |     |     |
| A               | 77 | Ryan Kent          |     | 71' |
| A               | 19 | Danny Musovski     |     | 84' |
| Substituições:  |    |                    |     |     |
| Z               | 15 | Jon Bell           |     | 46' |
| M               | 21 | Reed Baker-Whiting |     | 46' |
| A               | 10 | Pedro de la Vega   |     | 71' |
| A               | 14 | Paul Rothrock      |     | 71' |
| A               | 95 | Osaze de Rosario   |     | 84' |
| Treinador:      |    |                    |     |     |
| Brian Schmetzer |    |                    |     |     |

| Homem do Jogo: Igor Jesus Bandeirinhas: Mahbod Beigi Andreas Söderkvist Quarto árbitro: Campbell-Kirk Kawana-Waugh Árbitro assistente de vídeo: Marco Di Bello Árbitros assistentes de árbitro de vídeo: Bram Van Driessche Shaun Evans |

### Seattle Sounders x Atlético de Madrid
| 19 de junho   | Seattle Sounders | 1 – 3            | Atlético de Madrid            | Lumen Field, Seattle                     |
| 15:00 (UTC−7) | Rusnák 50'       | Relatório (FIFA) | Barrios 11', 55' · Witsel 47' | Público: 51 636 Árbitro: ARG Yael Falcón |

| Seattle Sounders | Atlético de Madrid |

| G               | 24 | Stefan Frei         |     |     |
| LD              | 85 | Kalani Kossa-Rienzi |     | 79' |
| Z               | 15 | Jon Bell            |     |     |
| Z               | 25 | Jackson Ragen       |     |     |
| LE              | 21 | Reed Baker-Whiting  |     |     |
| M               | 18 | Obed Vargas         |     |     |
| M               | 7  | Cristian Roldan     |     |     |
| A               | 10 | Pedro de la Vega    |     | 60' |
| A               | 11 | Albert Rusnák       |     | 79' |
| A               | 14 | Paul Rothrock       | 63' | 66' |
| A               | 19 | Danny Musovski      |     | 60' |
| Substituições:  |    |                     |     |     |
| A               | 9  | Jesús Ferreira      |     | 60' |
| M               | 77 | Ryan Kent           |     | 60' |
| Z               | 16 | Alex Roldán         |     | 66' |
| M               | 6  | João Paulo          |     | 79' |
| M               | 93 | Georgi Minoungou    |     | 79' |
| Treinador:      |    |                     |     |     |
| Brian Schmetzer |    |                     |     |     |

| G              | 13 | Jan Oblak          |     |     |
| LD             | 14 | Marcos Llorente    |     |     |
| Z              | 2  | José María Giménez |     | 46' |
| Z              | 24 | Robin Le Normand   |     |     |
| LE             | 21 | Javi Galán         |     |     |
| M              | 22 | Giuliano Simeone   |     |     |
| M              | 8  | Pablo Barrios      |     |     |
| M              | 6  | Koke               |     | 70' |
| M              | 5  | Rodrigo de Paul    | 42' | 65' |
| A              | 9  | Alexander Sørloth  |     | 65' |
| A              | 19 | Julián Alvarez     |     | 82' |
| Substituições: |    |                    |     |     |
| Z              | 20 | Axel Witsel        |     | 46' |
| M              | 4  | Conor Gallagher    | 77' | 65' |
| A              | 7  | Antoine Griezmann  |     | 65' |
| A              | 10 | Ángel Correa       |     | 70' |
| LD             | 16 | Nahuel Molina      |     | 82' |
| Treinador:     |    |                    |     |     |
| Diego Simeone  |    |                    |     |     |

| Homem do Jogo: Pablo Barrios Bandeirinhas: Maximiliano Del Yesso Facundo Rodríguez Quarto árbitro: Campbell-Kirk Kawana-Waugh Árbitro assistente de vídeo: Hernán Mastrángelo Árbitros assistentes de árbitro de vídeo: Juan Soto Leodán González |

### Paris Saint-Germain x Botafogo
| 19 de junho   | Paris Saint-Germain | 0 – 1            | Botafogo       | Rose Bowl, Pasadena                       |
| 18:00 (UTC−7) |                     | Relatório (FIFA) | Igor Jesus 36' | Público: 53 699 Árbitro: CAN Drew Fischer |

| Paris Saint-Germain | Botafogo |

| G              | 1  | Gianluigi Donnarumma  |  |     |
| LD             | 2  | Achraf Hakimi         |  |     |
| Z              | 4  | Lucas Beraldo         |  |     |
| Z              | 51 | Willian Pacho         |  |     |
| LE             | 21 | Lucas Hernández       |  | 55' |
| M              | 17 | Vitinha               |  |     |
| M              | 33 | Warren Zaïre-Emery    |  | 55' |
| M              | 24 | Senny Mayulu          |  | 55' |
| A              | 14 | Désiré Doué           |  | 79' |
| A              | 9  | Gonçalo Ramos         |  | 55' |
| A              | 7  | Khvicha Kvaratskhelia |  |     |
| Substituições: |    |                       |  |     |
| A              | 29 | Bradley Barcola       |  | 55' |
| M              | 87 | João Neves            |  | 55' |
| M              | 8  | Fabián Ruiz           |  | 55' |
| LE             | 25 | Nuno Mendes           |  | 55' |
| M              | 19 | Lee Kang-in           |  | 79' |
| Treinador:     |    |                       |  |     |
| Luis Enrique   |    |                       |  |     |

| G              | 12 | John               |     |     |
| LD             | 2  | Vitinho            |     |     |
| Z              | 32 | Jair Cunha         |     |     |
| Z              | 20 | Alexander Barboza  |     |     |
| LE             | 13 | Alex Telles        |     | 68' |
| M              | 26 | Gregore            | 57' |     |
| M              | 25 | Allan              |     | 86' |
| M              | 17 | Marlon Freitas     |     |     |
| A              | 7  | Artur              |     | 77' |
| A              | 99 | Igor Jesus         |     |     |
| A              | 10 | Jefferson Savarino |     | 68' |
| Substituições: |    |                    |     |     |
| LE             | 66 | Cuiabano           |     | 68' |
| M              | 23 | Santiago Rodríguez |     | 68' |
| M              | 8  | Álvaro Montoro     |     | 77' |
| M              | 28 | Newton             |     | 86' |
| Treinador:     |    |                    |     |     |
| Renato Paiva   |    |                    |     |     |

| Homem do Jogo: Igor Jesus Bandeirinhas: Micheal Barwegen Lyes Arfa Quarto árbitro: Gustavo Tejera Árbitro assistente de vídeo: Shaun Evans Árbitros assistentes de árbitro de vídeo: Guillermo Pacheco Marco Di Bello |

### Seattle Sounders x Paris Saint-Germain
| 23 de junho   | Seattle Sounders | 0 – 2            | Paris Saint-Germain            | Lumen Field, Seattle                        |
| 12:00 (UTC−7) |                  | Relatório (FIFA) | Kvaratskhelia 35' · Hakimi 66' | Público: 50 628 Árbitro: CHI Cristián Garay |

| Seattle Sounders | Paris Saint-Germain |

| G               | 24 | Stefan Frei         |  |     |
| LD              | 16 | Alex Roldán         |  |     |
| Z               | 25 | Jackson Ragen       |  |     |
| Z               | 15 | Jon Bell            |  | 72' |
| LE              | 5  | Nouhou Tolo         |  |     |
| M               | 7  | Cristian Roldan     |  |     |
| M               | 18 | Obed Vargas         |  | 87' |
| M               | 77 | Ryan Kent           |  | 57' |
| M               | 11 | Albert Rusnák       |  | 72' |
| M               | 14 | Paul Rothrock       |  |     |
| A               | 9  | Jesús Ferreira      |  | 57' |
| Substituições:  |    |                     |  |     |
| Z               | 85 | Kalani Kossa-Rienzi |  | 57' |
| A               | 19 | Danny Musovski      |  | 57' |
| M               | 75 | Danny Leyva         |  | 72' |
| A               | 93 | Georgi Minoungou    |  | 72' |
| A               | 13 | Jordan Morris       |  | 87' |
| Treinador:      |    |                     |  |     |
| Brian Schmetzer |    |                     |  |     |

| G              | 1  | Gianluigi Donnarumma  |     |     |
| LD             | 2  | Achraf Hakimi         |     |     |
| Z              | 5  | Marquinhos            |     |     |
| Z              | 51 | Willian Pacho         |     |     |
| LE             | 25 | Nuno Mendes           |     |     |
| M              | 17 | Vitinha               |     |     |
| M              | 87 | João Neves            | 44' | 64' |
| M              | 8  | Fabián Ruiz           |     |     |
| A              | 14 | Désiré Doué           |     | 83' |
| A              | 24 | Senny Mayulu          |     | 77' |
| A              | 7  | Khvicha Kvaratskhelia |     | 64' |
| Substituições: |    |                       |     |     |
| A              | 29 | Bradley Barcola       |     | 64' |
| M              | 33 | Warren Zaïre-Emery    |     | 64' |
| A              | 9  | Gonçalo Ramos         |     | 77' |
| A              | 49 | Ibrahim Mbaye         |     | 83' |
| Treinador:     |    |                       |     |     |
| Luis Enrique   |    |                       |     |     |

| Homem do Jogo: Achraf Hakimi Bandeirinhas: Miguel Rocha José Retamal Quarto árbitro: Campbell-Kirk Kawana-Waugh Árbitro assistente de vídeo: Juan Lara Árbitros assistentes de árbitro de vídeo: Nicolás Gallo Ivan Bebek |

### Atlético de Madrid x Botafogo
| 23 de junho   | Atlético de Madrid | 1 – 0            | Botafogo | Rose Bowl, Pasadena                      |
| 12:00 (UTC−7) | Griezmann 87'      | Relatório (FIFA) |          | Público: 22 992 Árbitro: MEX César Ramos |

| Atlético de Madrid | Botafogo |

| G              | 13 | Jan Oblak         |  |     |
| LD             | 14 | Marcos Llorente   |  |     |
| Z              | 24 | Robin Le Normand  |  |     |
| Z              | 15 | Clément Lenglet   |  |     |
| LE             | 21 | Javi Galán        |  |     |
| M              | 22 | Giuliano Simeone  |  | 59' |
| M              | 5  | Rodrigo de Paul   |  | 65' |
| M              | 8  | Pablo Barrios     |  | 84' |
| M              | 4  | Conor Gallagher   |  | 46' |
| A              | 9  | Alexander Sørloth |  | 84' |
| A              | 19 | Julián Alvarez    |  |     |
| Substituições: |    |                   |  |     |
| A              | 7  | Antoine Griezmann |  | 46' |
| A              | 10 | Ángel Correa      |  | 59' |
| M              | 6  | Koke              |  | 65' |
| Z              | 16 | Nahuel Molina     |  | 84' |
| M              | 12 | Samuel Lino       |  | 84' |
| Treinador:     |    |                   |  |     |
| Diego Simeone  |    |                   |  |     |

| G              | 12 | John               |       |     |
| LD             | 2  | Vitinho            |       | 74' |
| Z              | 32 | Jair Cunha         |       |     |
| Z              | 20 | Alexander Barboza  |       |     |
| LE             | 13 | Alex Telles        |       | 65' |
| M              | 26 | Gregore            | 90+5' |     |
| M              | 25 | Allan              |       | 59' |
| M              | 17 | Marlon Freitas     |       |     |
| A              | 7  | Artur              |       | 74' |
| A              | 99 | Igor Jesus         |       |     |
| A              | 10 | Jefferson Savarino |       | 65' |
| Substituições: |    |                    |       |     |
| M              | 28 | Newton             |       | 59' |
| Z              | 66 | Cuiabano           |       | 65' |
| M              | 8  | Álvaro Montoro     |       | 65' |
| Z              | 4  | Mateo Ponte        |       | 74' |
| M              | 23 | Santiago Rodríguez |       | 74' |
| Treinador:     |    |                    |       |     |
| Renato Paiva   |    |                    |       |     |

| Homem do Jogo: Antoine Griezmann Bandeirinhas: Alberto Morín Marco Bisguerra Quarto árbitro: Gustavo Tejera Árbitro assistente de vídeo: Guillermo Pacheco Árbitros assistentes de árbitro de vídeo: Erick Miranda Tatiana Guzmán |

## Disciplina
Os pontos de fair play serão usados como critério de desempate se os registros gerais e de confronto direto das equipes estiverem empatados. Estes são calculados com base nos cartões amarelos e vermelhos recebidos em todas as partidas do grupo da seguinte forma:
- primeiro cartão amarelo: menos 1 ponto
- cartão vermelho indireto (segundo cartão amarelo): menos 3 pontos
- cartão vermelho direto: menos 4 pontos
- cartão amarelo e cartão vermelho direto: menos 5 pontos

Apenas uma das deduções acima pode ser aplicada a um jogador em uma única partida.
| Time                | Jogo 1                        | Jogo 1                            | Jogo 1  | Jogo 1               | Jogo 2                        | Jogo 2                            | Jogo 2  | Jogo 2               | Jogo 3                        | Jogo 3                            | Jogo 3  | Jogo 3               | Pontos |
| Time                | Penalizado com cartão amarelo | Penalizado · Penalizado · Expulso | Expulso | Penalizado · Expulso | Penalizado com cartão amarelo | Penalizado · Penalizado · Expulso | Expulso | Penalizado · Expulso | Penalizado com cartão amarelo | Penalizado · Penalizado · Expulso | Expulso | Penalizado · Expulso | Pontos |
| ------------------- | ----------------------------- | --------------------------------- | ------- | -------------------- | ----------------------------- | --------------------------------- | ------- | -------------------- | ----------------------------- | --------------------------------- | ------- | -------------------- | ------ |
| Botafogo            | 2                             |                                   |         |                      | 1                             |                                   |         |                      | 1                             |                                   |         |                      | –4     |
| Seattle Sounders    | 2                             |                                   |         |                      | 1                             |                                   |         |                      |                               |                                   |         |                      | –3     |
| Paris Saint-Germain | 2                             |                                   |         |                      |                               |                                   |         |                      | 1                             |                                   |         |                      | –3     |
| Atlético de Madrid  | 5                             | 1                                 |         |                      | 2                             |                                   |         |                      |                               |                                   |         |                      | –10    |